# Cosimo Rosselli

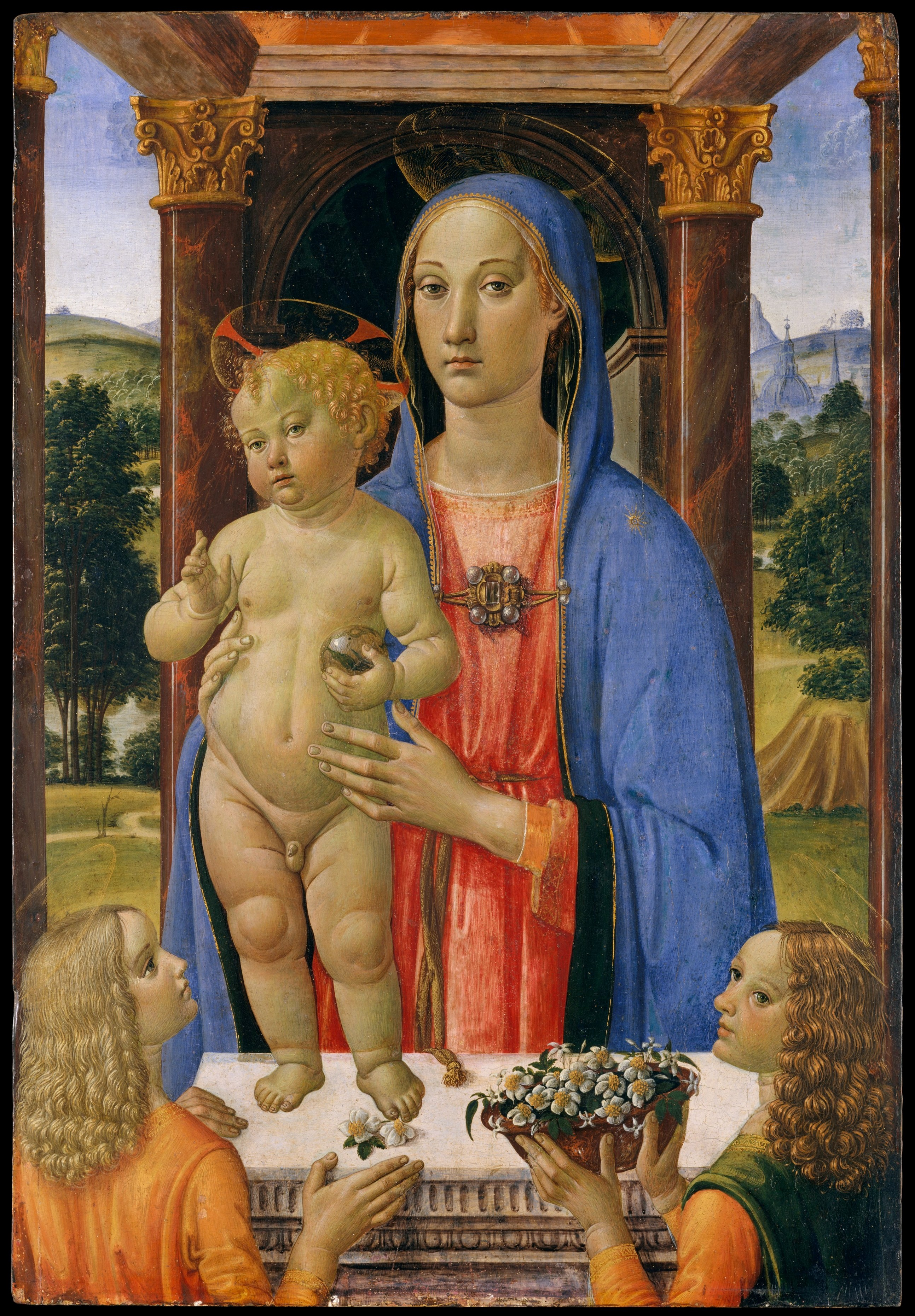
Cosimo Rosselli: Madonna och barn med änglar

Cosimo Rosselli, född 1439, död 1507, var en italiensk målare verksam i Florens och Rom.
Rosselli hade en viktig del i utsmyckningen av Sixtinska kapellet för påven Sixtus IV. Bland hans verk i Florens ingår freskerna i Santissima Annunziata och Sant’Ambrogio. Rosselli målade i en tämligen sträng och stel stil. Fra Bartolommeo och Piero di Cosimo hörde till hans elever.